# Jižní Orkneje
Jižní Orkneje (anglicky: South Orkney Islands) je skupina ostrovů na severozápadě Antarktidy, rozkládá se severně od Antarktického poloostrova. Jsou součásti Britského antarktického území (BAT), nejsou trvale osídleny.

## Geografie

Mapa souostroví

Souostroví se skládá ze čtyř větších a mnoha menších ostrovů, celkem jich je okolo 70. Jsou přibližně ohraničeny 60° až 61° jižní zeměpisné šířky a 44° až 46° západní zeměpisné délky.
Ostrovy vytvářejí řetězec asi 140 km dlouhý, přibližně rovnoběžný s 60. a pultou rovnoběžkou. Z jižní strany je od Antarktidy vzdálené 600 km odděluje Weddellovo moře a ze severní strany jejich břehy omývá Skotské moře, které je již součásti Atlantského oceánu. Jižní Orkneje se považují za součást Antarktidy.
Největším ostrovem je Coronation Island s výměrou 450 km². Druhým největším je nejvýchodnější Laurie Island, 12,5 km dlouhý ostrov nepravidelného tvaru. Pak podle velikosti následují Powell Island a Signy Island. Nejzápadnější skupinou celého souostroví jsou Inaccessible Islands.

## Historie

### Objevení a pojmenování
Souostroví Jižní Orkneje bylo objeveno v prosinci roku 1821 britským velitelem George Powellem a americkým kapitánem Nathanielem Palmerem během společné plavby za účelem lovu tuleňů. Powell původně pojmenoval souostroví jako Powell's Group a největší ostrov nazval Coronation Island na počest korunovace britského krále Jiřího IV. V roce 1823 navštívil oblast britský mořeplavec James Weddell, který souostroví přejmenoval na Jižní Orkneje, inspirován podobností s Orknejemi ve Skotsku.

### První výzkumné aktivity

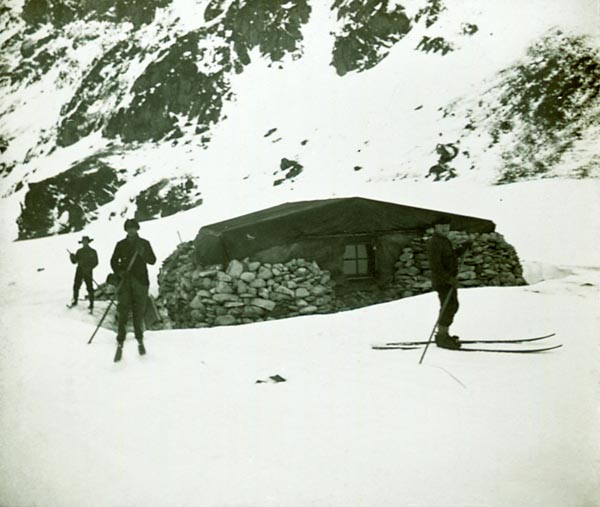
Polární stanice Ormond House, vybudovaná na ostrově Laurie v roce 1903

V roce 1903 zde skotský badatel William Speirs Bruce během expedice Scotia založil meteorologickou stanici Omond House na ostrově Laurie. Po jeho odjezdu v roce 1904 byla stanice předána argentinské vládě, která ji přejmenovala na Orcadas Base. Tato základna je nejstarší trvale obývanou výzkumnou stanicí v Antarktidě a od svého založení je v nepřetržitém provozu.

### Britská přítomnost a výzkum
Spojené království formálně uplatnilo nárok na Jižní Orkneje v roce 1908, kdy byly začleněny do Falklandských ostrovních dependencí. V roce 1947 byla na ostrově Signy zřízena britská výzkumná stanice Signy Research Station, která se zaměřuje na biologický výzkum, zejména studium ptáků a suchozemských ekosystémů. Od roku 1996 je stanice obsazena pouze během antarktického léta.

### Mezinárodní status a spolupráce
Po podpisu Antarktického smluvního systému v roce 1959 jsou veškeré územní nároky na oblasti jižně od 60° jižní šířky, včetně Jižních Orknejí, pozastaveny. Souostroví je spravováno v rámci tohoto systému, který klade důraz na mírovou spolupráci, vědecký výzkum a ochranu životního prostředí. Argentina i Spojené království nadále uplatňují své historické nároky, avšak v praxi je správa souostroví vedena v duchu mezinárodní spolupráce.
V roce 2013 došlo poblíž ostrova k zemětřesení o síle 7,7.

## Politické poměry
V roku 1908 si oficiálně pro sebe nárokovalo Spojené království Velké Británie a Irska část Antarktidy (sektor), do které mj. spadaly Jižní Orkneje a Jižní Shetlandy spravované z Falklandských ostrovů. Roku 1940 vznesla Argentina svůj nárok na část britského sektoru a prohlásila ho za součást svého území; v nárokované části se mj. nacházejí i Jižní Orkneje. Na zbylou část britského sektoru si činí nárok Chile.
Roku 1962 byly Jižní Orkneje vřazeny do nově ustaveného Britského antarktického území, které bylo řízeno z Falkland. V roce 1989 přešlo Britské antarktické území (BAT) pod přímou správu londýnského Ministerstva zahraničí (Foreign and Commonwealth Office).
Jižní Orkneje leží, byť jen velmi těsně, jižně od 60. rovnoběžky a proto i pro ně platí tzv. Smlouva o Antarktidě ve které signatáři mj. stvrdili, že po dobu účinnosti smlouvy bude sice platit politické rozdělení Antarktidy podle stavu z roku 1959 i všechny v té době vznesené nároky, ale bude pozastaveno uplatňování vlastnických práv k těmto územím.

## Geologie

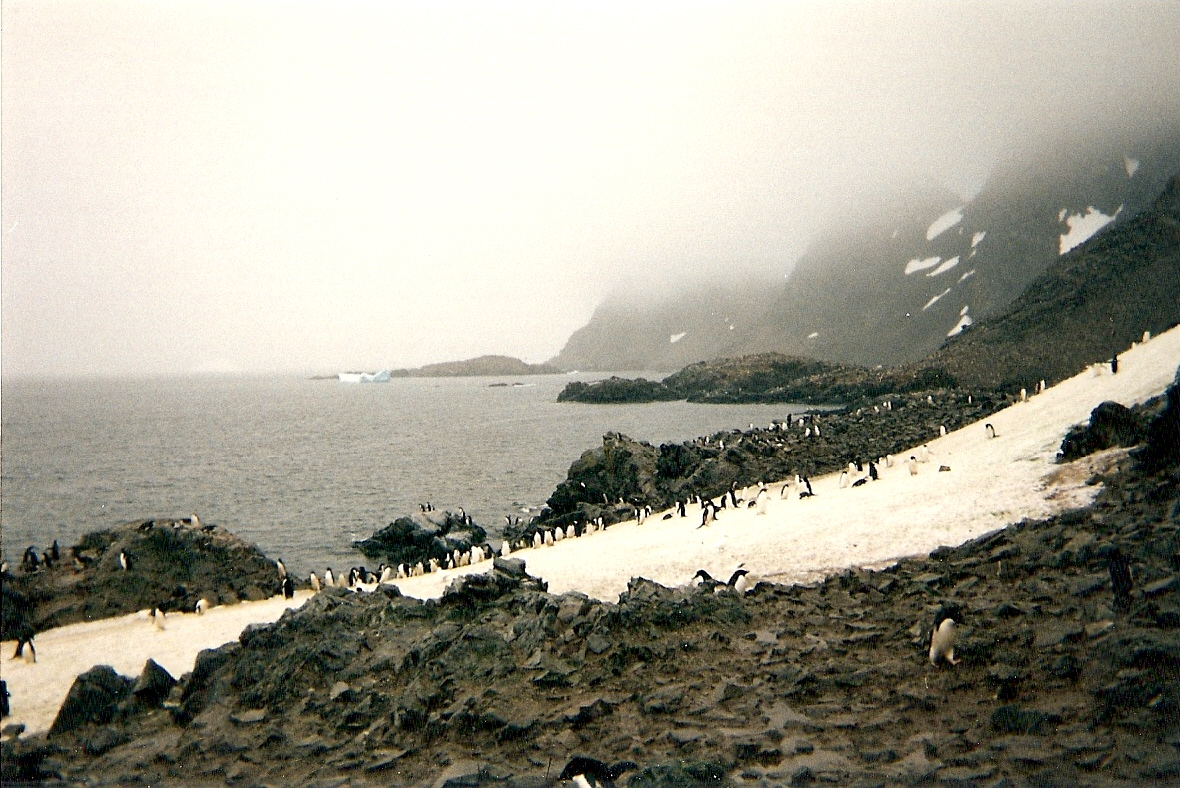
Tučňáci na pobřeží ostrova Laurie

Střední a západní ostrovy jsou součásti podmořského pokračování jihoamerických And, podmořského horského hřbetu Scotia Ridge spojujícího Jižní Ameriku s Antarktickým poloostrovem. Jeho vznik se datuje do období Alpinského vrásnění, zaledněné podloží ostrovů je převážně sopečného původu. Kolem 90 % povrchu je pokryto ledovci nebo je trvale zasněženo.

## Podnebí
Počasí je ovlivňováno blízkosti Weddellova moře, které v tamním zimním období zamrzá a uzavírá přístup k ostrovům. Přes zamrzlé moře proniká chlad z antarktického kontinentu až ostrovům, na kterých je v tuto dobu spíše kontinentální klima. Při jasné obloze teplota klesá hodně nízko, výjimečně i pod -30 °C. V průběhu tamního krátkého léta ledové kry Weddellova moře ustupují ke kontinentu a k ostrovům pronikají časté tlakové níže provázené nízkou oblačností s mnohými přeháňkami. Počasí je v létě vlhké a poměrně teplé, průměrná teplota v malé nadmořské výšce je asi +3 °C, výjimečně vystoupí nad +15 °C a v některé dny zase poklesne pod bod mrazu.
Podnebí je větrné, vanou časté západní větry. Asi po 60 dnů v roce jsou klasifikovány jako vichřice, dosahují rychlostí blížící se k 200 km/h. Až 280 dnů v roce sněží nebo jsou sněhové přeháňky, téměř 80 % dnů je zataženo a jen ve 14 % je slunečno.

## Fauna a flóra
Na nezaledněných místech vyrůstají pouze ty nejodolnější rostliny mechorosty, lišejníky, řasy a houby. Na březích ostrovů rostou pod mořskou hladinou řasy a v okolí ostrovů obsahuje voda hodně fytoplanktonu. Z krytosemenných rostlin na zvlášť klimaticky příznivých místech vyrůstají tráva metlice antarktická (Deschampsia antarctica) a vytrvalá rostlina z čeledě hvozdíkovitých Colobanthus quitensis.Na pobřežích si pravidelně stavějí hnízda, snášejí vejce a krmí svá mláďata tučňáci kroužkoví, tučňáci oslí, tučňáci uzdičkoví a dále albatrosi, buřňáci, buřňáčci, chaluhy, kormoráni, racci, rybáci a štítonosi.
Ze savců připlouvají na ostrovy vyvádět své potomstvo tuleni krabožraví, tuleni leopardí, tuleni Weddellovi, rypouši sloní a lachtani antarktičtí. Trvale na ostrovech suchozemští savci nežijí. Ve studených oceánských vodách v blízkosti ostrovů žije mnoho krilu, korýšů, ryb a dalších mořských živočichů až po chráněné velryby.

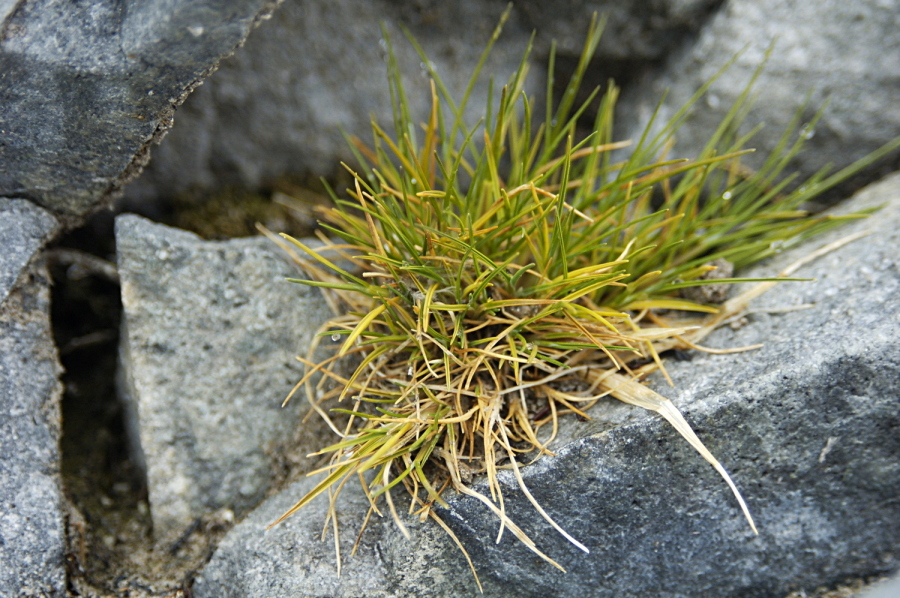
Metlice antarktická
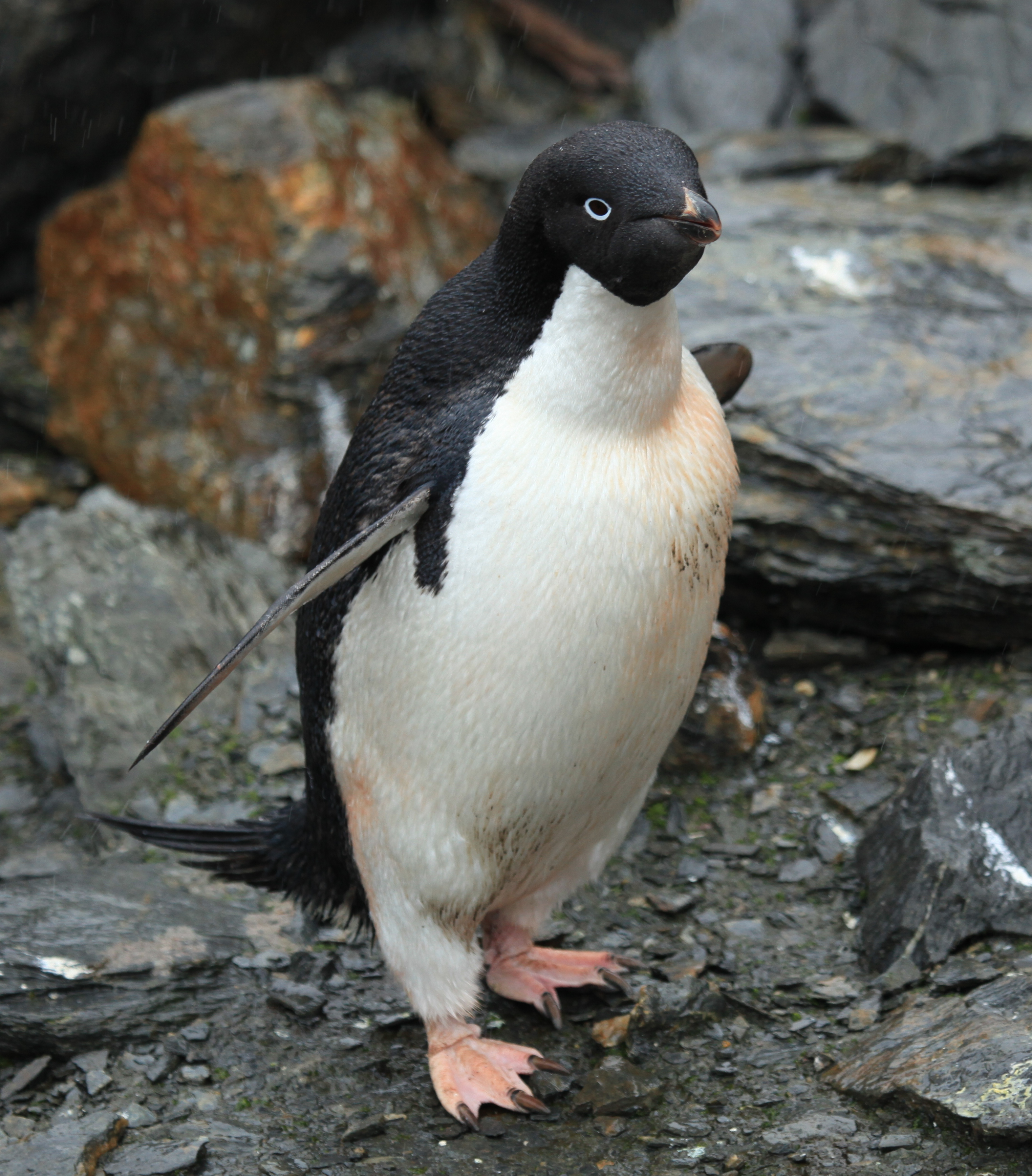
Tučňák kroužkový
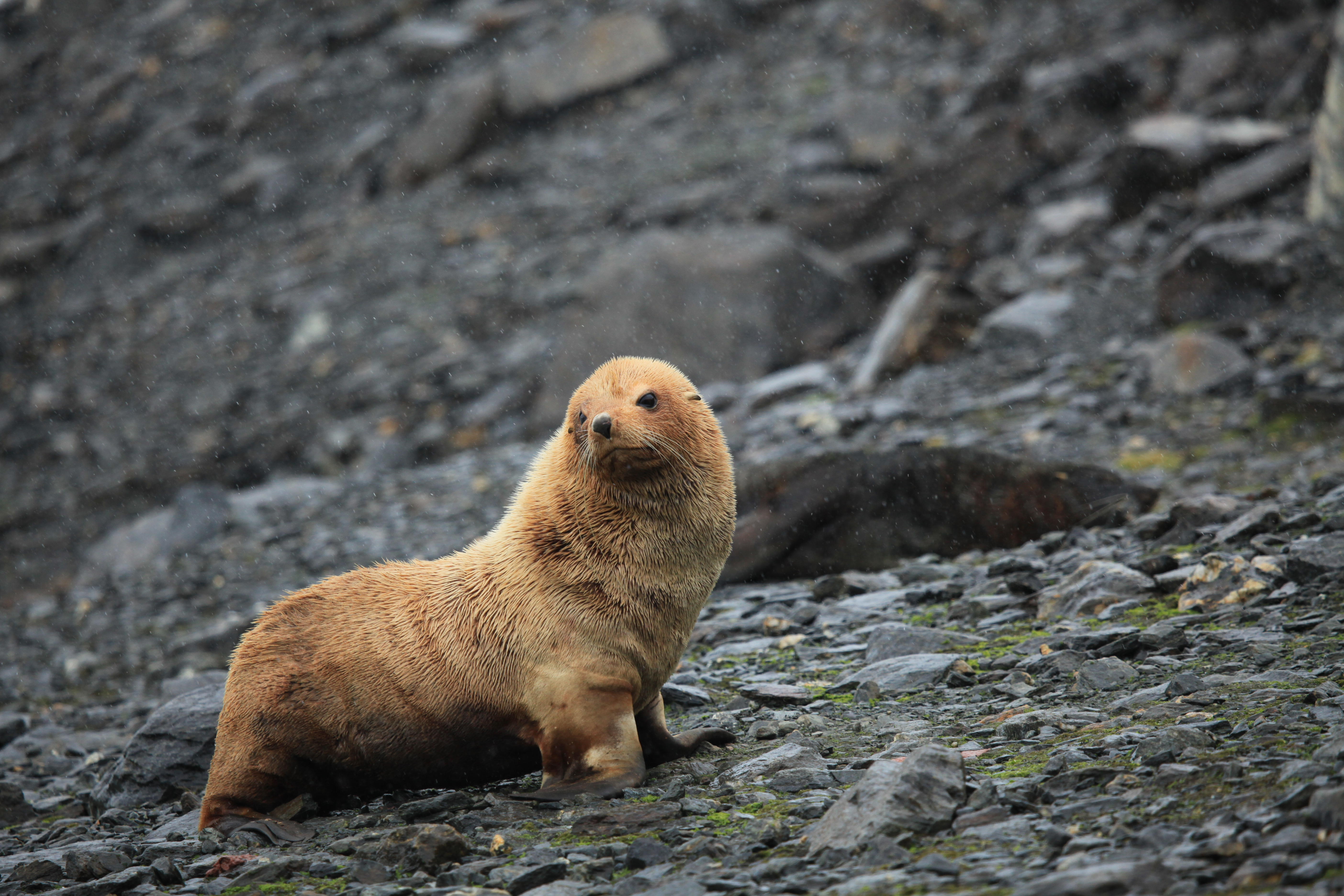
Lachtan antarktický

## Lidé

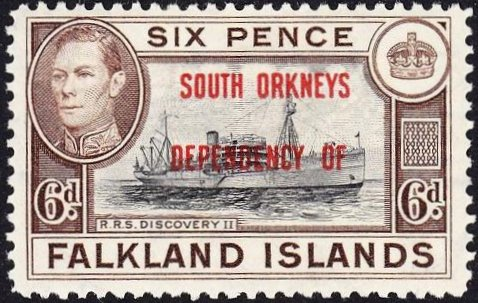
Poštovní známka z roku 1944

Na Laurie Islandu je počínaje rokem 1903 v nepřetržitém provozu meteorologická stanice provozována nyní Argentinou. Na Signy Islandu pracuje od roku 1947 výzkumná biologická stanice Spojeného království, která je od roku 1996 obsazena pouze od listopadu do dubna.

## Poštovní známky
Pro ostrovy nechala britská poštovní správa zhotovit v roce 1944 emisi 6 známek Falklandských ostrovů s přetiskem SOUTH ORKNEYS/DEPENDENCY OF. Dva roky poté zde platily známky Falklandských dependencí a od roku 1963 poštovní známky Britského antarktického území.